# Murgeanca, Ialomița
Murgeanca este un sat în comuna Valea Ciorii din județul Ialomița, Muntenia, România.

## Istoric
Așezarea de la Murgeanca, de pe malul stâng al lacului Strachina, apare atestată prima dată înca din anul 1576, într-un hrisov prin care voievodul Alexandru II Mircea întărea slugii domnești Carstila moșia la Murgeni.
După anul 1630, o parte a moșiei Murgeni Sărata era stăpânită de Oprea din Bucu, ajuns mare agă în timpul domniei voievodului Matei Basarab, iar alta de neamul de moșneni Meiuta.
Un hrisov datat 24 iulie 1646 menționa că Leca, al doilea pitar, fiul marelui agă Oprea, vindea ocina de la Murgeni postelnicului Hranite Blagodescul, iar două hrisoave din anul 1649 amintesc că Leca Meiuta vânduse partea de ocină "la Sărata, din satul Murgeni" voievodului Matei Basarab, care a dăruit-o Mănăstirii Vaideei (Slobozia).

## note
1. 1 2 3  Biserica din Murgeanca, 12 iunie 2012, Prof. Ștefan Grigorescu, Bărăganul Ortodox, accesat la 17 august 2013